# Андреевский, Ефим Иванович
Ефим Иванович Андреевский (1788 — 12 ноября 1840, Санкт-Петербург) — российский доктор медицины и хирургии (1837), гоф-медик, почётный член медицинского совета Министерства внутренних дел, действительный статский советник (1837).

## Биография
Происходил из духовного звания. По окончании курса в семинарии (1807 г.), поступил в Медико-хирургическую академию.
В 1811 году выпущен лекарем в Лейб-гвардии Преображенский полк и в том же году переведен батальонным лекарем в Лейб-гвардии Литовский полк. За образцовую службу в войну 1812 года был награждён чином (коллежский асессор), орденом и двумя перстнями.
В 1815 году Андреевский назначен старшим штаб-лекарем Лейб-гвардии Павловского полка, а в 1819 году уволен для определения ко Двору гоф-медиком. В последней должности прослужил 15 лет.
Только в 1834 году признан Медико-хирургической академией, без экзамена, доктором медицины, а в феврале 1837 году — доктором медицины и хирургии, и в том же году зачислен членом Медицинского совета Министерства Внутренних Дел. Состоял доктором при Департаменте и Доме Генерального штаба.
Ефим Иванович Андреевский известен тем, что именно он лечил А. С. Пушкина после роковой дуэли и, по свидетельству А. И. Тургенева и В. И. Даля, закрыл ему глаза. Андреевского вызвали как специалиста по перитониту, который в Европе в то время считался неизлечимым, но которые Е. И. Андреевский, согласно сохранившимся его трудам, успешно излечивал. В данном случае Андреевский не счёл хирургическое вмешательство показанным.
Андреевский был одним из учредителей и до своей смерти занимал должность председателя «Общества русских врачей в Санкт-Петербурге».

## Награды
- Орден Святого Владимира 4-й ст. (23 апреля 1814)[3];;
- Орден Святой Анны 2-й ст. (19 апреля 1824); алмазные знаки к ордену (6 декабря 1827)[4];
- Орден Святого Владимира 3-й ст. (22 августа 1831)[5];;
- Знаки отличия за XV, XX и XXV лет беспорочной службы.
- Медаль «В память Отечественной войны 1812 года»
- Медаль «За взятие Парижа 19 марта 1814 года»

## Семья
Жена — Олимпиада Васильевна Коренева (? — 04.04.1868), в браке с которой имел детей:
- Николай (08.11.1822 — 05.02.1889) — тайный советник; Пермский, Костромской и Казанский губернатор.
- Иван (13.03.1831 — 20.05.1891) — действительный статский советник; ректор Императорского Санкт-Петербургского университета.